# 6359 Dubinin
6359 Dubinin è un asteroide della fascia principale del diametro medio di circa 31,47 km. Scoperto nel 1977, presenta un'orbita caratterizzata da un semiasse maggiore pari a 3,2150335 UA e da un'eccentricità di 0,0982698, inclinata di 10,78589° rispetto all'eclittica.